# Chevalement du puits no 3 bis de la fosse no 3 - 3 bis des mines de Lens
Le chevalement du puits no 3 bis de la fosse no 3 - 3 bis des mines de Lens est construit en 1920 sur ce charbonnage du bassin minier du Nord-Pas-de-Calais à Liévin. Il remplace celui qui a été détruit durant la Première Guerre mondiale.
Il est inscrit aux monuments historiques le 6 mai 1992 et sur la liste du patrimoine mondial par l'Unesco le 30 juin 2012.

## Histoire

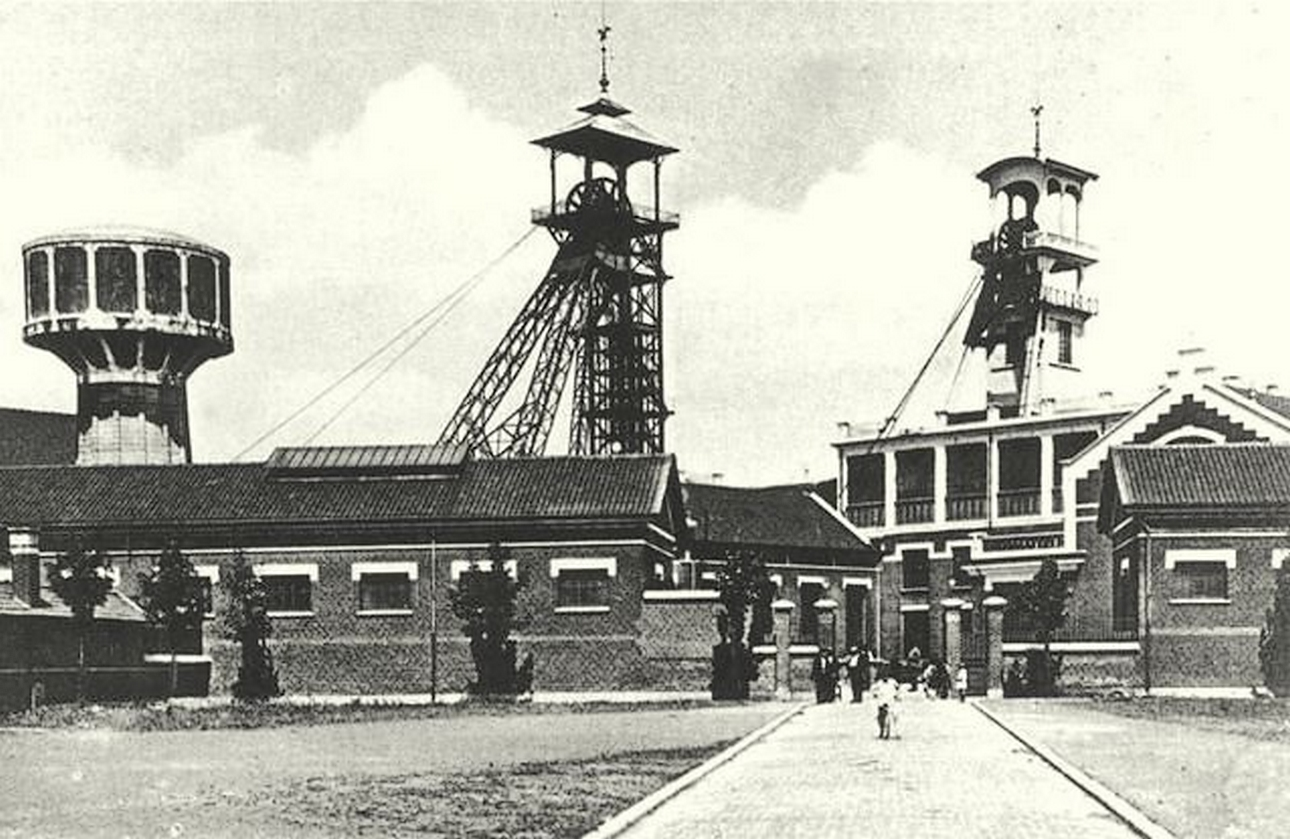
La fosse n° 3 - 3 bis en activité.

Le puits no 3 bis est creusé à partir de 1881 pour seconder le puits no 3, commencé en 1858 et mis en service en 1860, et permettre un meilleur aérage des chantiers. Les installations de surface sont complètement rasées par les combats de la Première Guerre mondiale, le puits no 3 bis reçoit alors un nouveau chevalement construit 1920 et une machine d'extraction composée de tambours bicylindro-coniques de construction Venot et de moteurs électriques de construction Alstom. La fosse cesse d'extraire en 1965,.

## Conservation
Le chevalement est inscrit aux monuments historiques le 6 mai 1992. Il fait partie des 353 éléments répartis sur 109 sites qui ont été inscrits le 30 juin 2012 sur la liste patrimoine mondial de l'Unesco. Il constitue le site no 70.

## Architecture
Le chevalement est de type porte-à-faux,, il est constitué de poutrelles à treillis et possède un toit à quatre pans. Les molettes possèdent un diamètre de 5,5 mètres.

Différentes vues du chevalement du puits n° 3 bis
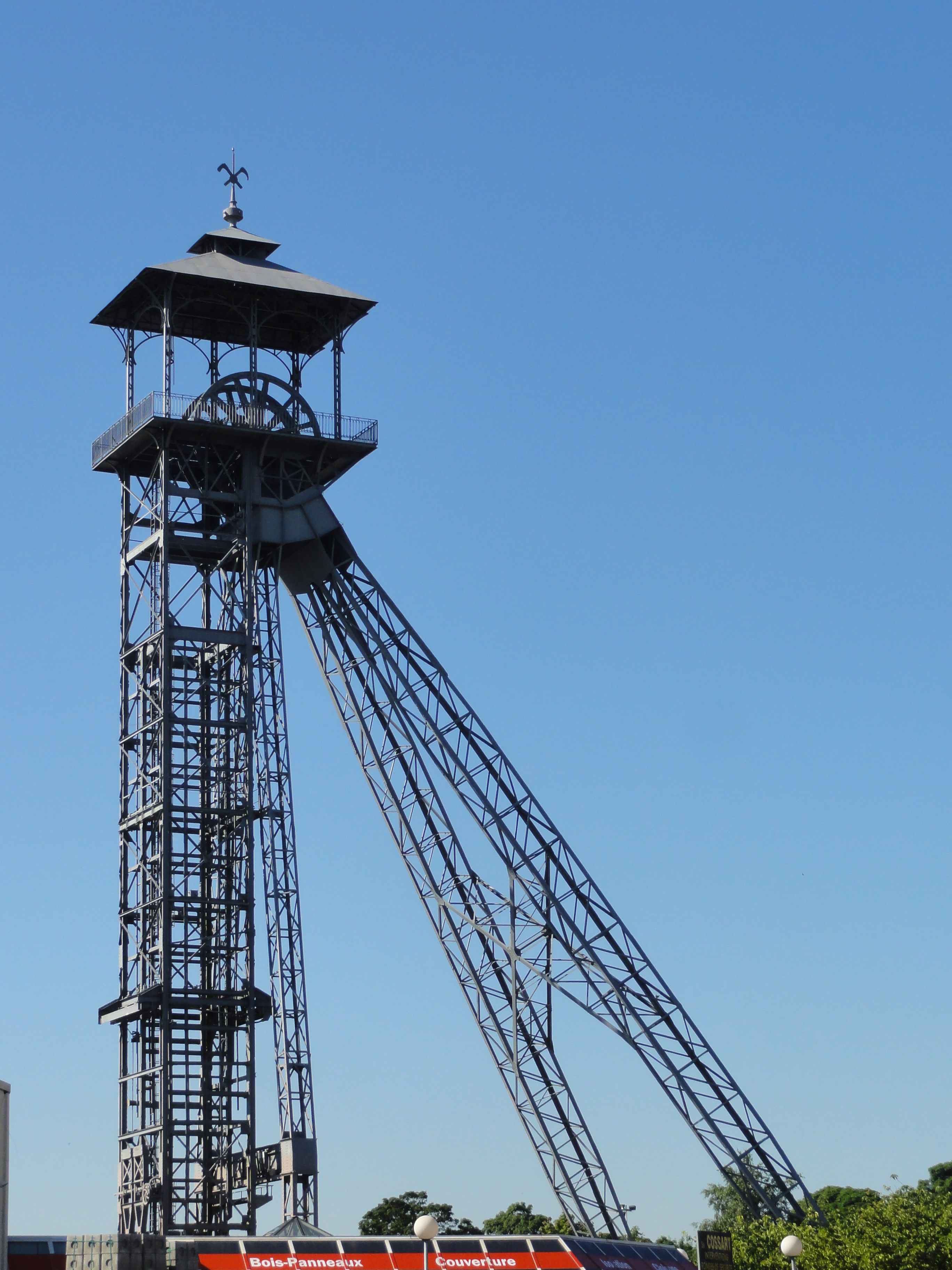
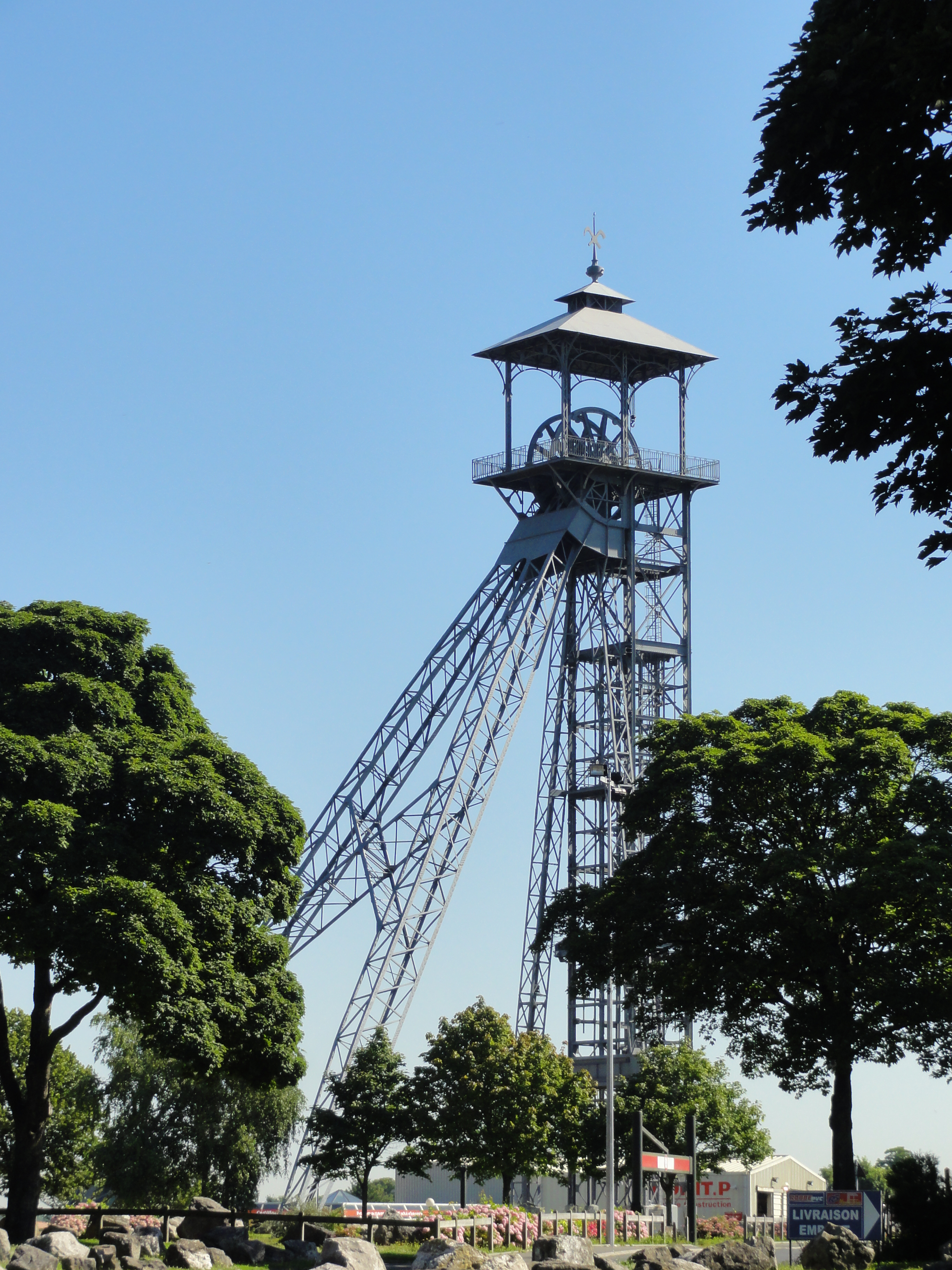
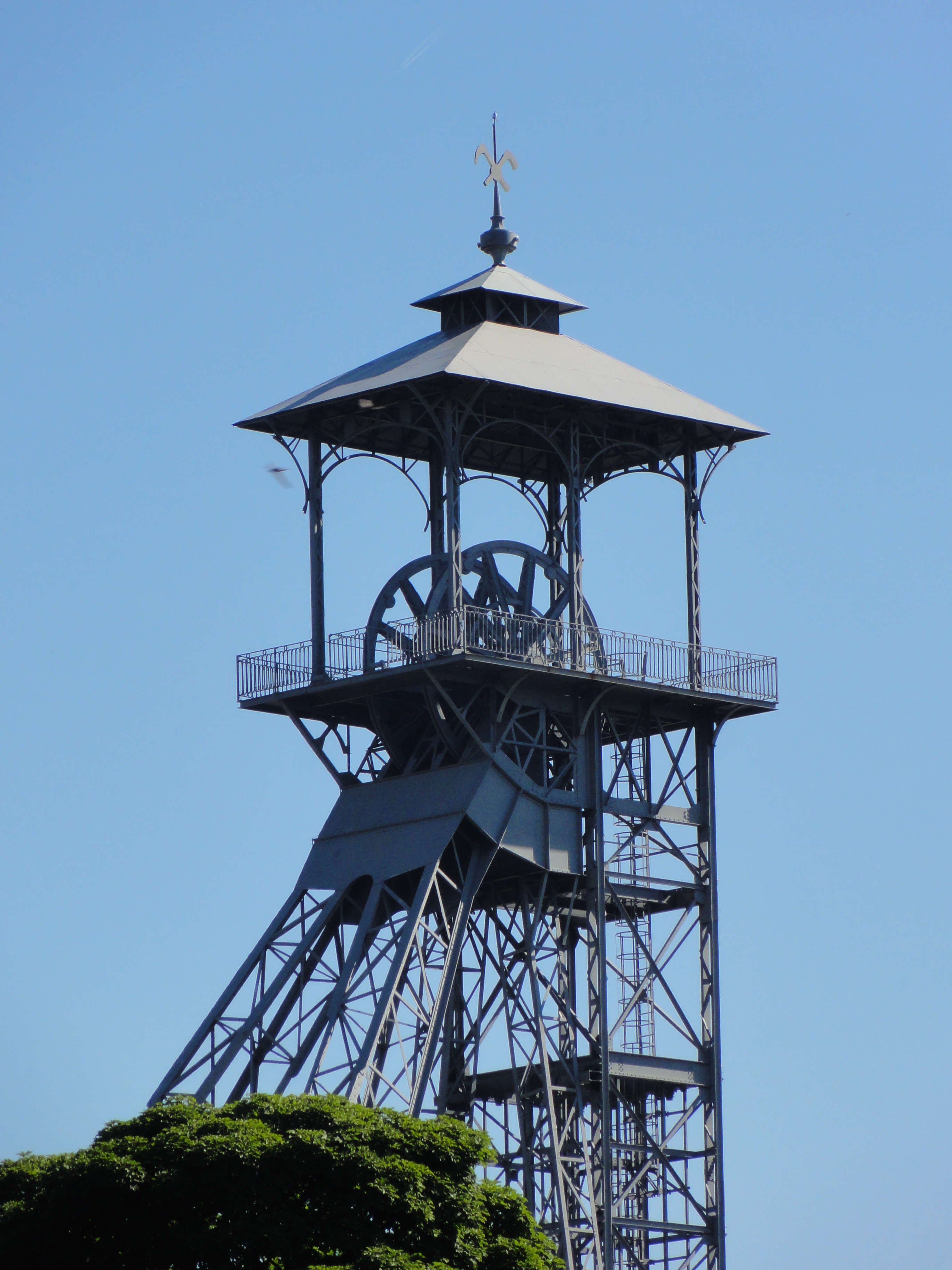
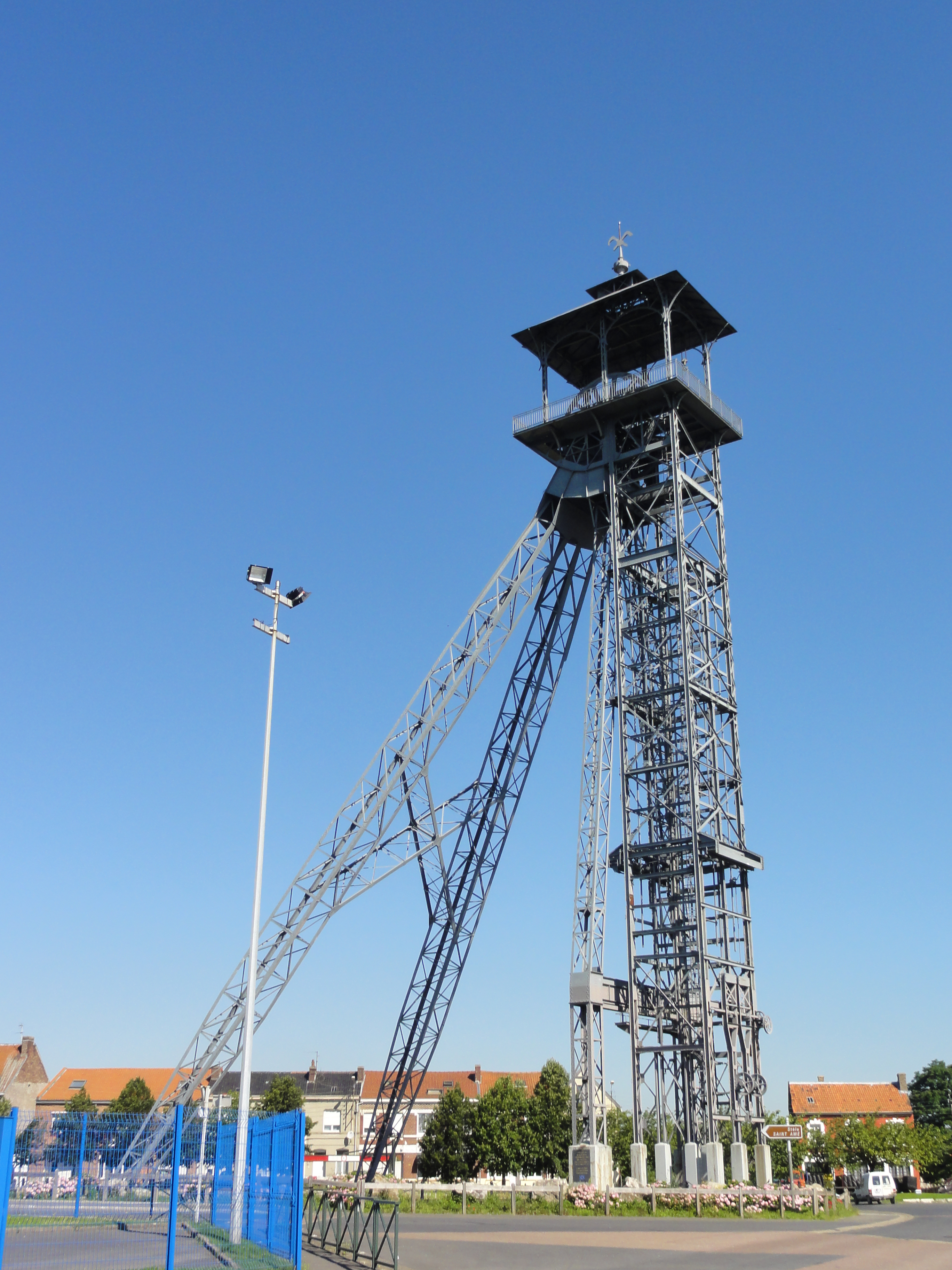
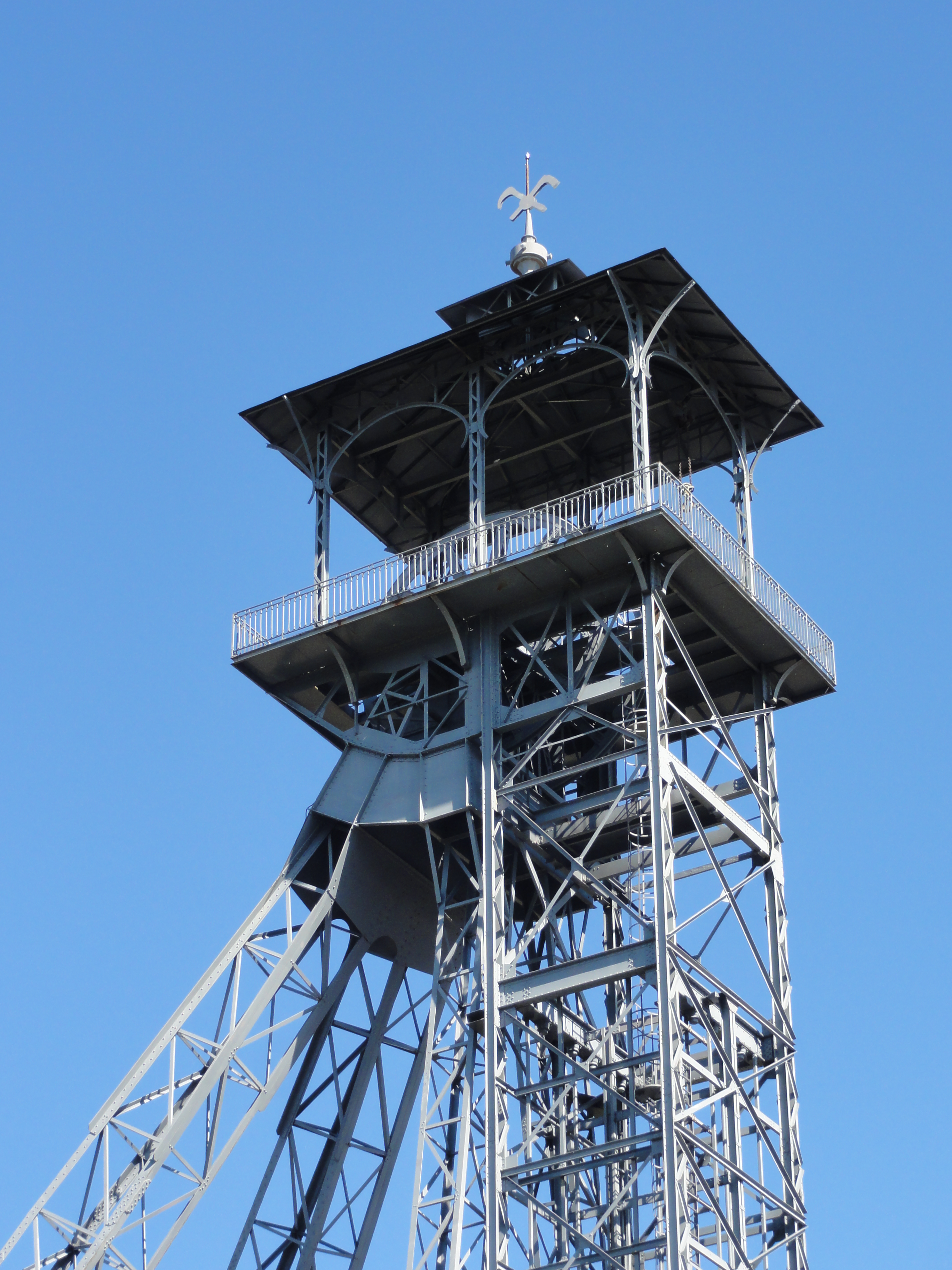